# 3859 Börngen
3859 Börngen este un asteroid din centura principală, descoperit pe 4 martie 1987, de Edward Bowell.